# 孫明明
孙明明（1983年8月23日—），出生于中国黑龙江省哈尔滨市巴彦县，中国职业篮球运动员，也是世界上最高的职业篮球运动员。身材高达2.35米，司职中锋。

## 职业生涯

### 从事篮球
孙明明的篮球起步很晚，15岁之前没有接触过篮球。2000年，已经长到2.04米的孙明明进入黑龙江青年队学习打篮球。2003年，他入选中国男篮奥运希望队，访问美国，引起NBA一些篮球人士的注意，并于2005年上半年他来到美国，希望未来可以拥有一个NBA生涯。他参加了2005年NBA选秀并且参加了洛杉矶湖人队的一个短期试训，但是未被选中。

### 垂体瘤手术
2005年，孙明明被诊断出患有脑下垂体瘤。这种疾病造成肢端肥大症并导致荷尔蒙分泌紊乱，对生命健康有严重威胁。孙明明在洛杉矶塞达斯西奈医护中心完成了手术，手术采用的是美国现在最先进的疗法，医生是从他的鼻腔内伸入一个探针，然后把他脑子中的瘤子取出。

### 混迹多国联赛
由于患有巨人症，在手术之后，身体各方面素质也还是无法跟上他的身高，导致孙明明长期混迹于一些低水準的联赛，他的打球足迹遍布了美国、墨西哥、日本。2006年3月30日孙明明加盟了USBL联盟球队堪萨斯的道奇城传奇，2007年1月31日他签约ABA联盟的马里兰夜鹰。球队拥有者汤姆·戴勒 (Tom Doyle)说:“明明在这里可以促进球票的销售”，3月11日他以世界最高的篮球阵容中的一员被载入吉尼斯世界纪录，其他四位球员也都超过了7英尺高，其中就包括有前NBA球星乔治·穆雷山。孙明明在夜鹰队的作用很有限。2007年6月20日他加盟了墨西哥国家职业篮球联赛蒙特瑞的皇家力量。2008-09赛季前往日本，在日本职业联赛的浜松东三河凤凰打球。

### 登陆CBA
在中国第十一届全运会代表黑龙江队出战之后，孙明明受到国内俱乐部的注意，2009-10赛季前，北京首钢霹雳鸭与孙明明签约3年。由于缺乏良好的篮球技术和意识，孙明明在球队的作用十分有限。

## 電視劇
- 《鬼吹灯之精绝古城》（2016年12月）
- 《古董局中局》饰演 陈默

## 球场外
孙明明在美国期间还经常出席一些电视评论性节目，包括有2006年10月11日参加的美国广播公司ABC的著名栏目《吉米夜現場》 ，他也出现在一些专业电视纪录片中，2006年10月15日他在首播的探索健康频道解剖巨人的节目中出现。孙明明还在成龙和克里斯·塔克主演的著名电影尖峰时刻3中有一个打斗镜头。

## 家庭
配偶：前女子手球队员徐艳